# Lago cintiforme

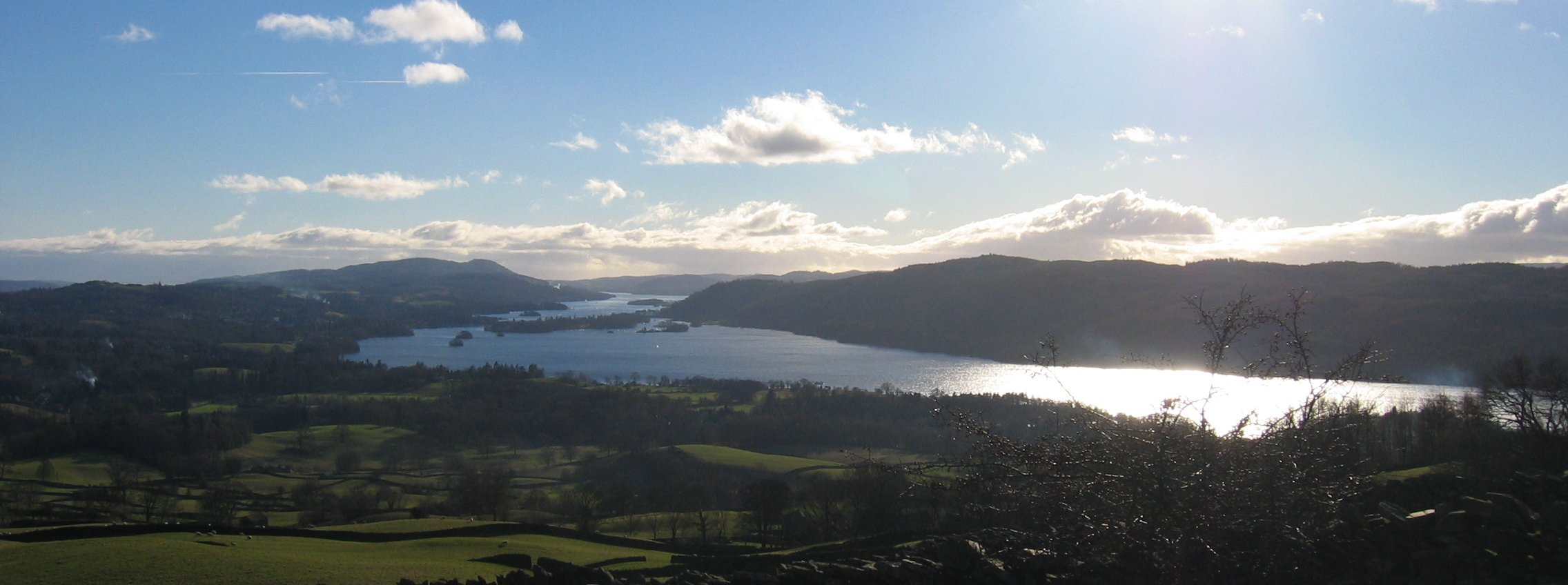
Vista del lago Windermere, en el Distrito de los Lagos, un claro ejemplo de lago de cinta

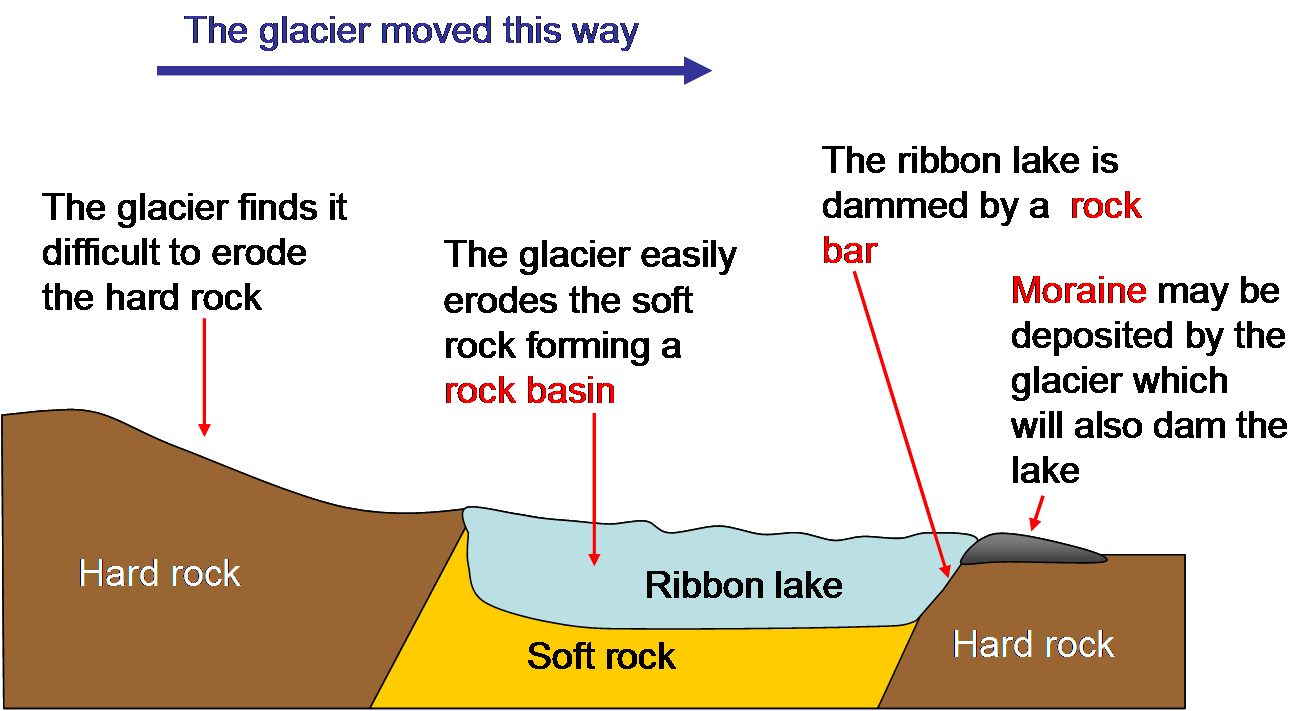
Formación de un lago de cinta (rotulado en inglés)

Un lago cintiforme o lago de cinta (del inglés: ribbon lake) es un lago largo y estrecho, con forma de dedo, que por lo general se encuentra en un lecho glaciar. Su formación comienza cuando un glaciar se desplaza sobre un área que tiene un lecho de roca en el que alternan bandas duras y blandas. Los bloques afilados recogidos por el glaciar y que lleva en su parte inferior erosionan rápidamente por abrasión la banda de roca más suave, creando un hueco al que se llama cuenca rocosa. A ambos lados de la cuenca rocosa, la roca más resistente quedó menos erosianada y esos afloramientos de roca más dura, que se conocen como barras rocosas, son los que actuaron como diques entre los que se acumuló el agua de lluvia después del retiro general de los glaciares en la edad de hielo, llenándose y creando los lagos de cinta.
También se pueden formar lagos de cinta detrás de una morrena terminal o en recesión, que también actúan como represas, lo que permite la acumulación de agua tras ellas. Y también se pueden formar tales lagos cuando un glaciar tributario se une a un glaciar principal, ya que el aumento de potencia puede crear un canal, que se llena con agua, bien de un río o del deshielo.
Con el nombre de lago de cinta también se designa a uno de los paisajes glaciares, siendo otros los aretes, los circos, los labios de roca, las cuencas rocosas o las morrenas terminales.
Ejemplos de lagos cintiformes en son los lagos Windermere, Panguipulli, Coniston Water, Washington y Wastwater.